# Palais Schönborn (Vienne)

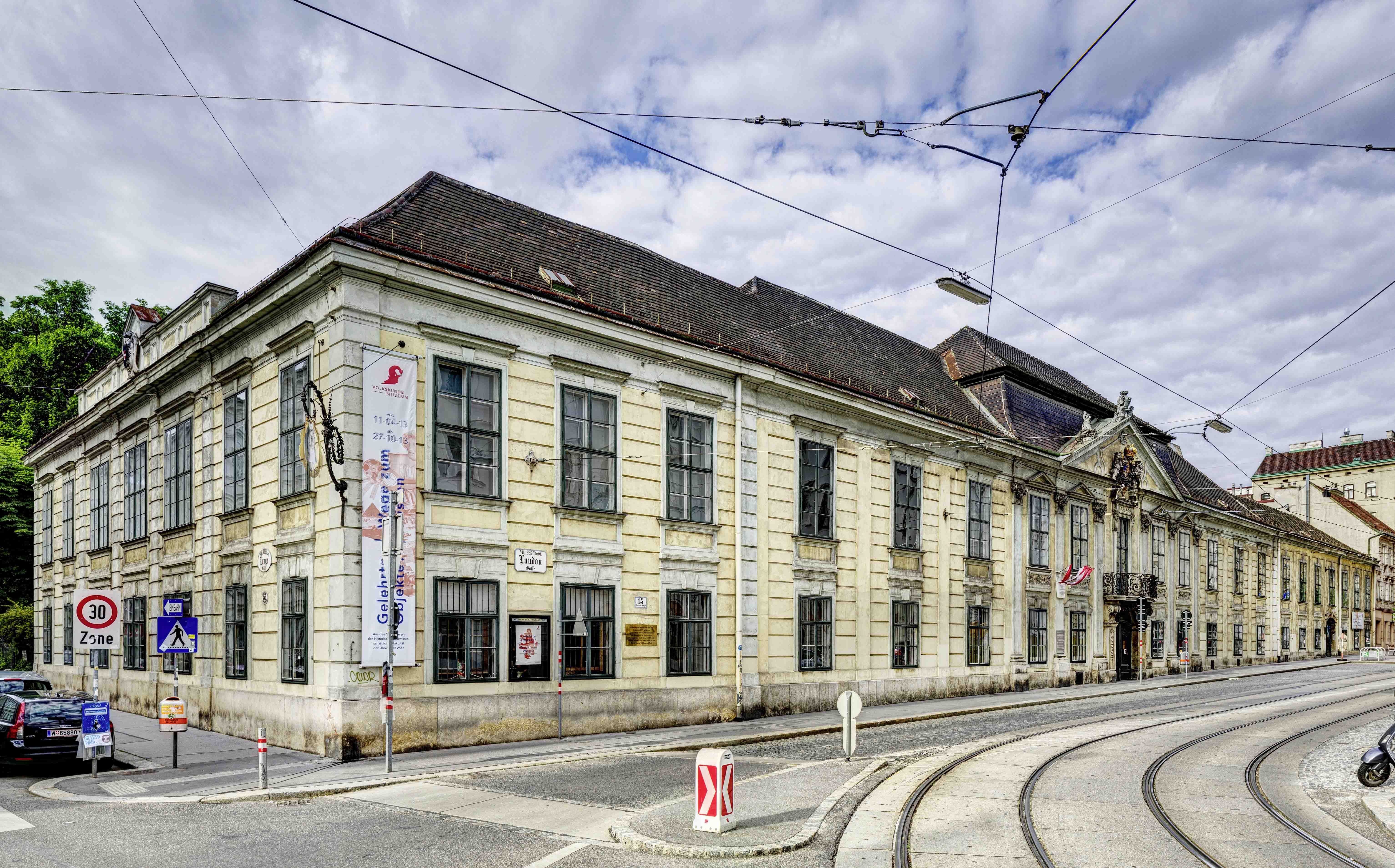
Palais Schönborn.

Le palais Schönborn est un palais-jardin baroque de Vienne, situé dans le quartier de Josefstadt. Situé sur la Laudongasse, il abrite le musée autrichien du folklore depuis 1917. Il est généralement appelé le "Gartenpalais Schönborn" (Palais jardin Schönborn) pour éviter toute confusion avec le palais Schönborn-Batthyány situé dans l'Innere Stadt.

## Histoire

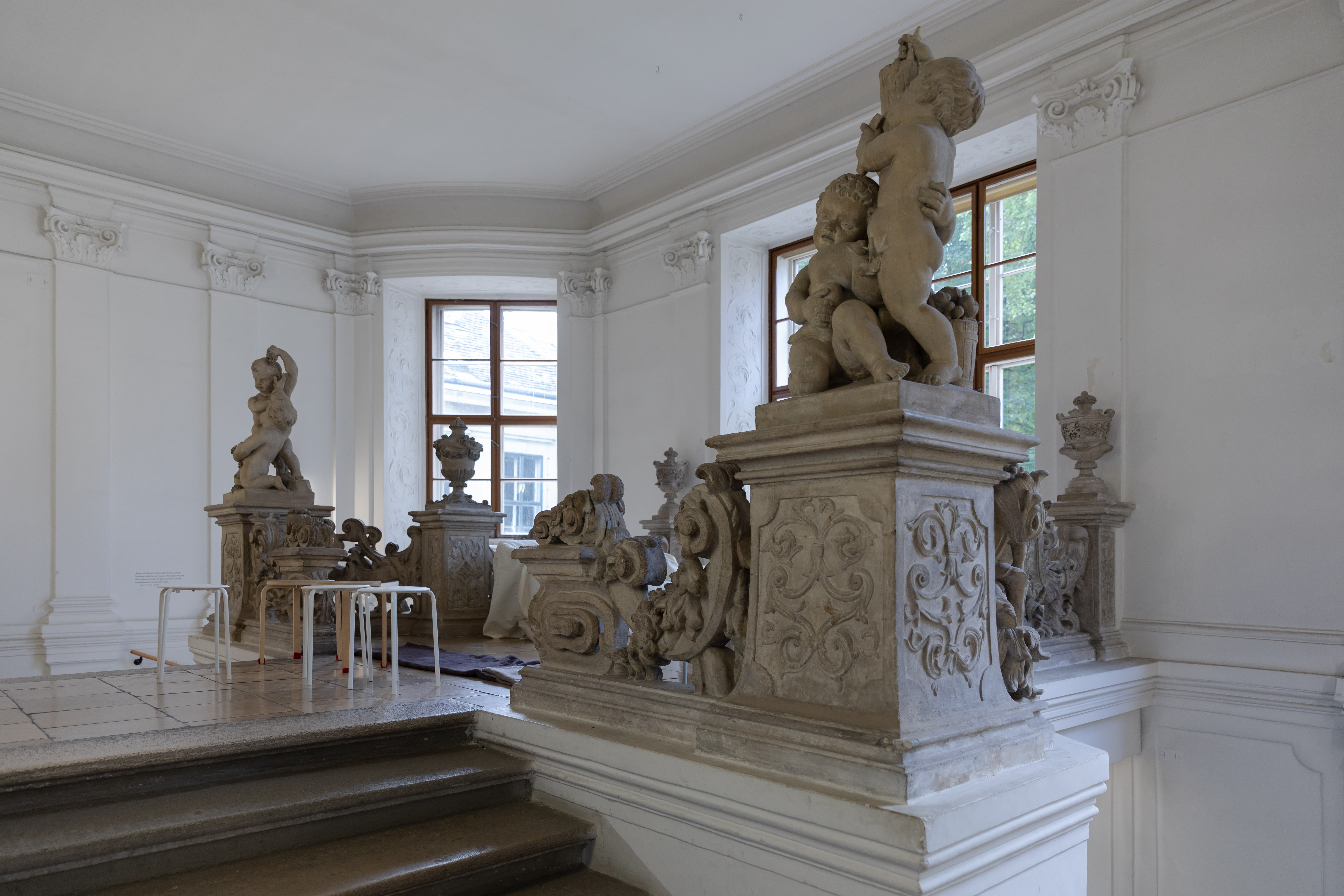
Escalier principal.

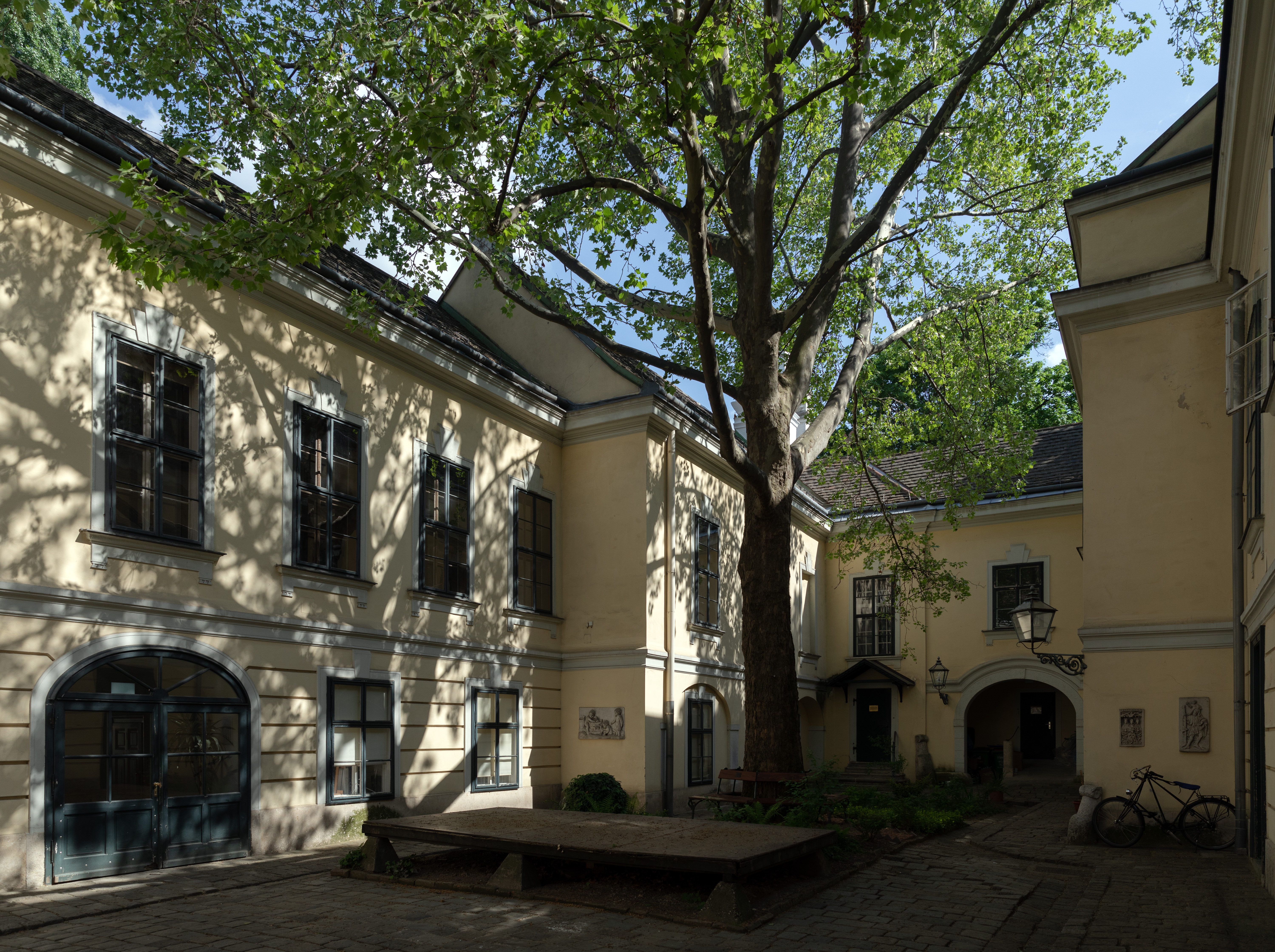
Cour intérieure du palais.

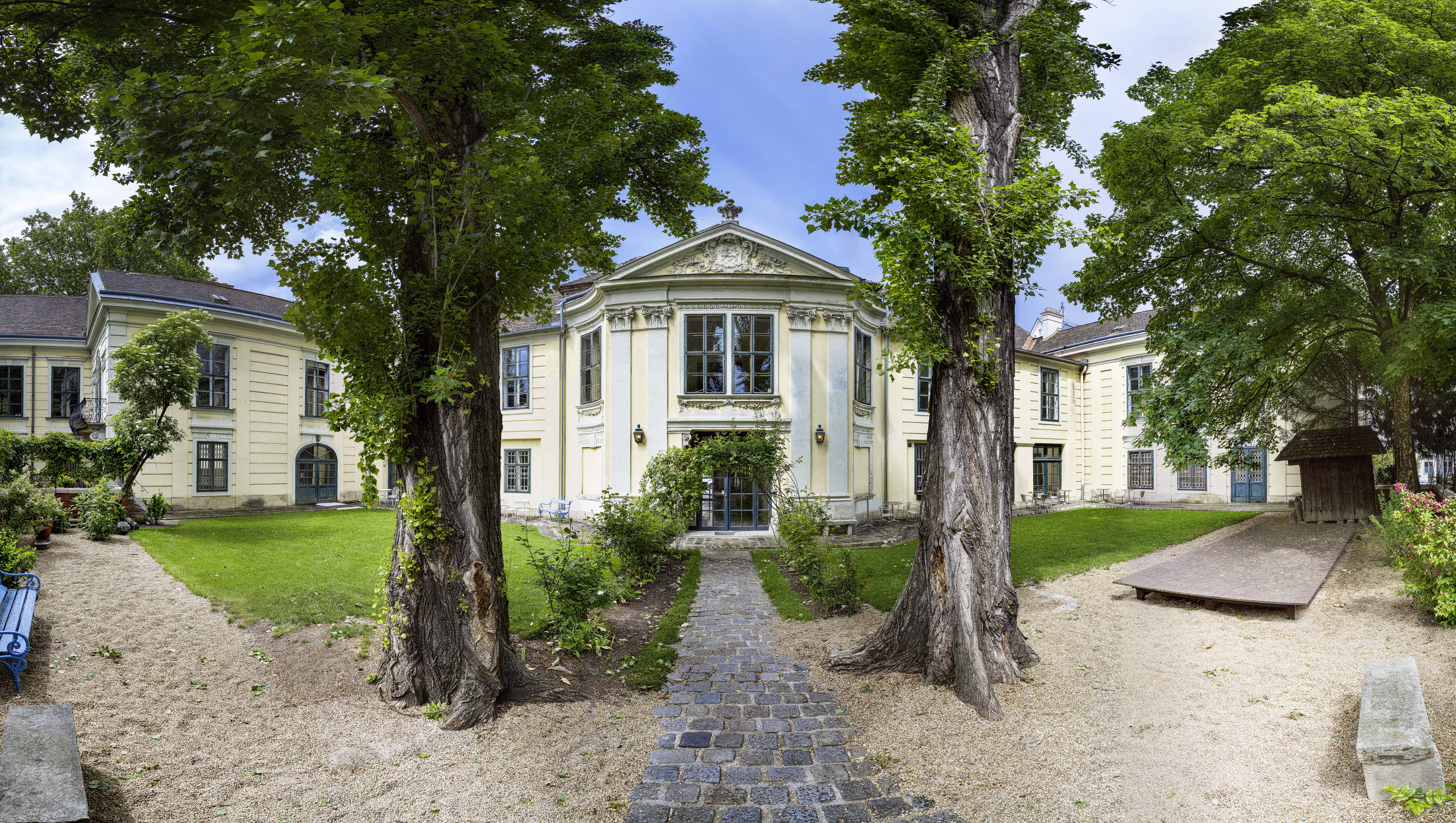
Façade côté parc

Friedrich Carl von Schönborn, qui devint plus tard le prince-évêque de Bamberg et de Würzburg, commanda le palais-jardin de Schönborn à l'architecte autrichien Lukas von Hildebrandt à l'extérieur de la ville après sa nomination en tant que vice-chancelier impérial à Vienne en 1706. Le palais Schönborn-Batthyány à Renngasse était son lieu de résidence dans la ville. 
Le palais de Laudongasse fut par la suite loué vers 1750 et l'architecte de la cour Canevale y vécut, entre autres. En 1841, la baronne Amalia Pasqualati installe un théâtre des amoureux et une école de théâtre dans le château de Schönborn. Dans le même temps, le jardin du palais est progressivement vendu et construit. En 1862, le palais est passé à la ville de Vienne. Une vaste restauration a suivi et le reste du jardin a été ouvert au public. En 1872, le palais fut finalement remis à la nouvelle université des ressources naturelles et des sciences de la vie ; après son déménagement, à partir de 1897, le Tribunal régional supérieur. Le musée du folklore autrichien est installé dans le palais depuis 1917. Une partie de l'ancien jardin du palais est maintenant le Schönbornpark municipal. 

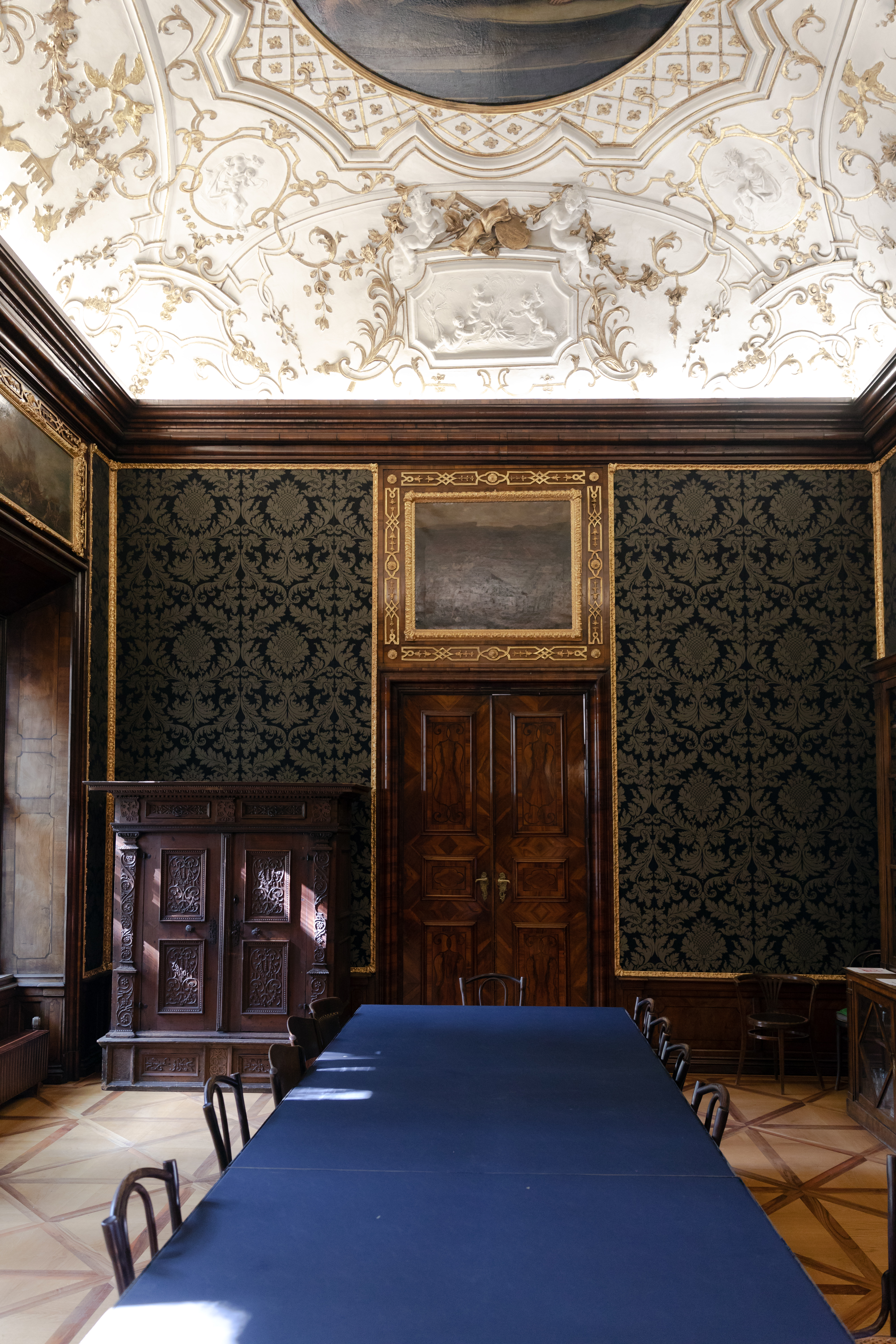
Hall avec mobilier historique
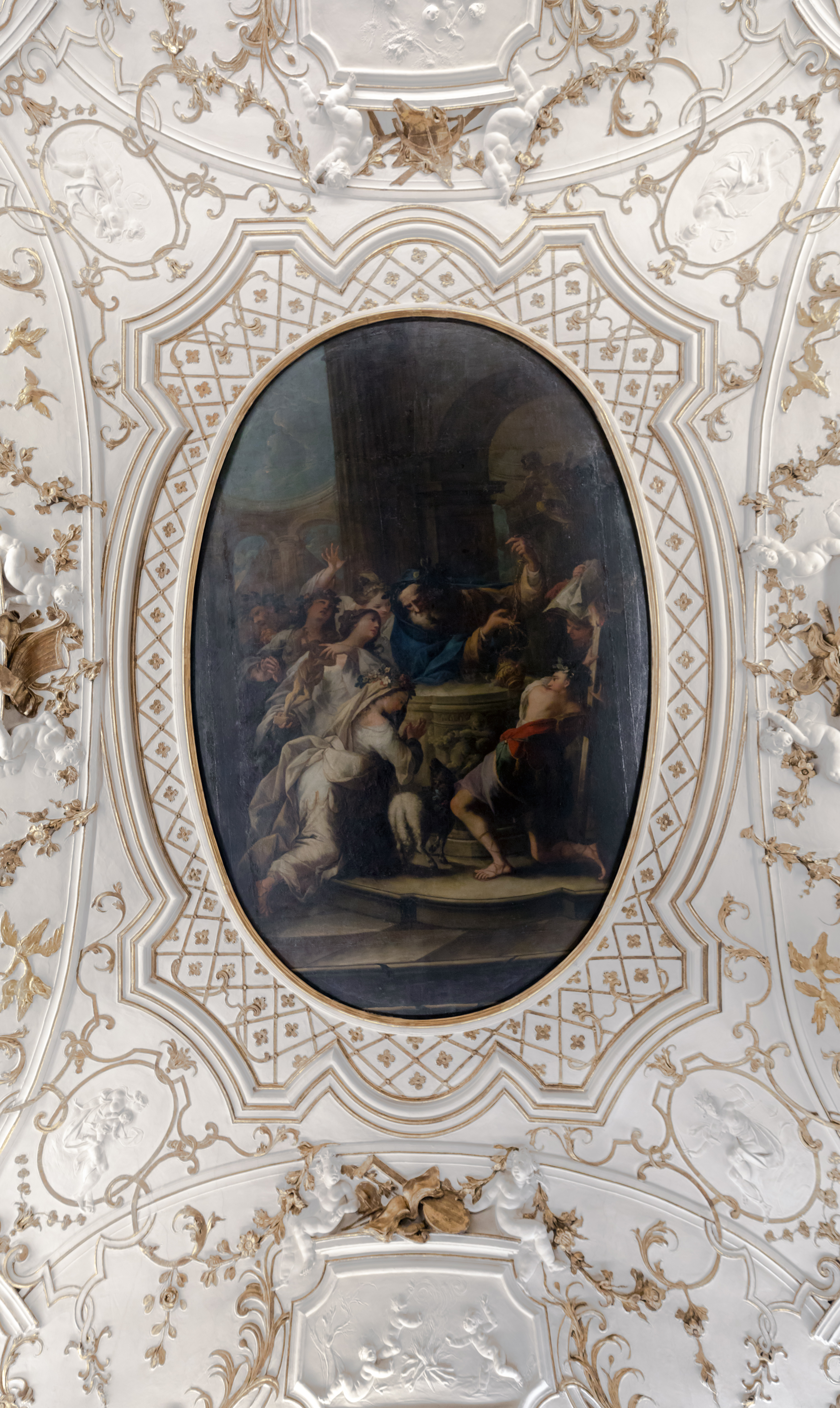
Peinture de plafond
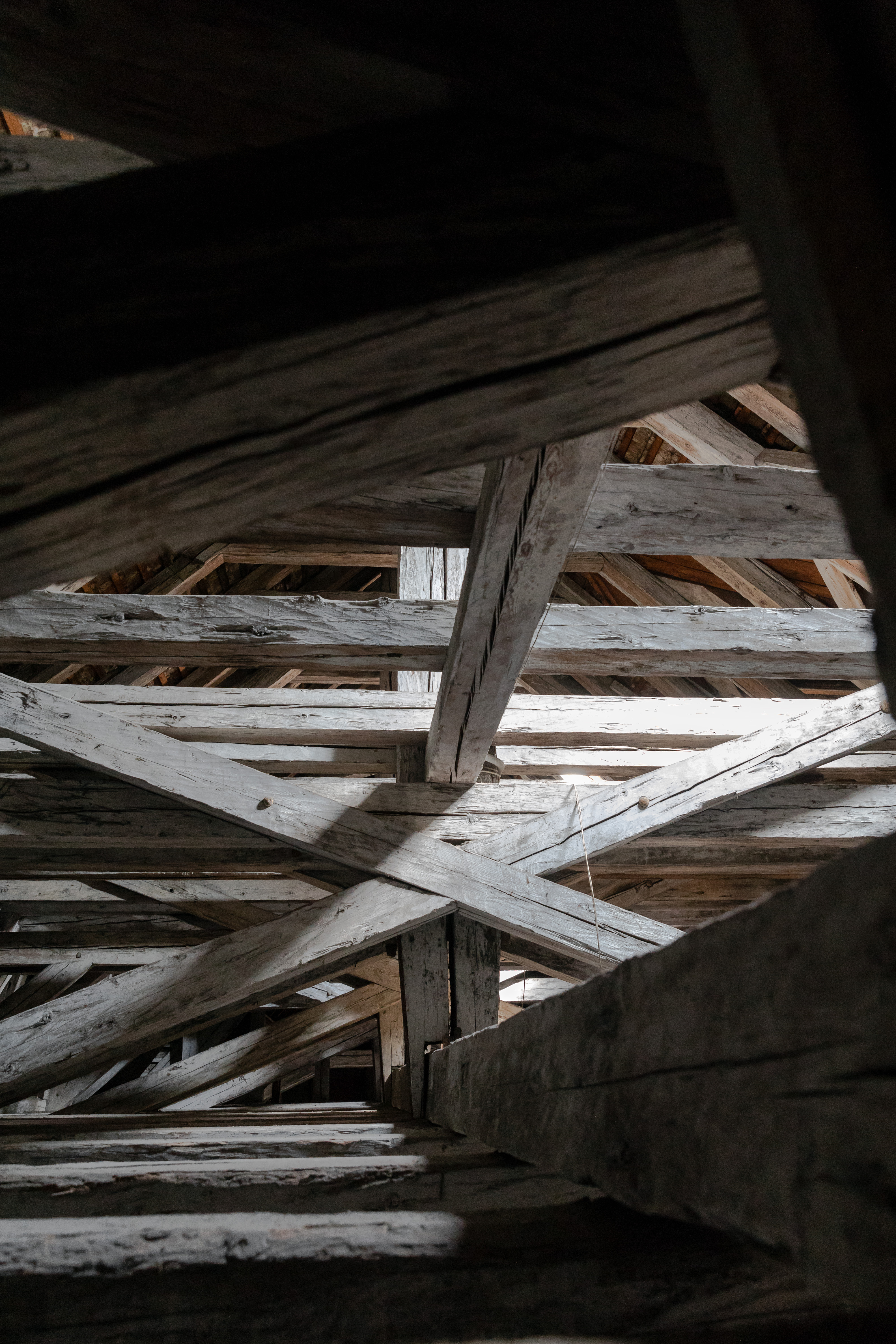
Treillis du toit
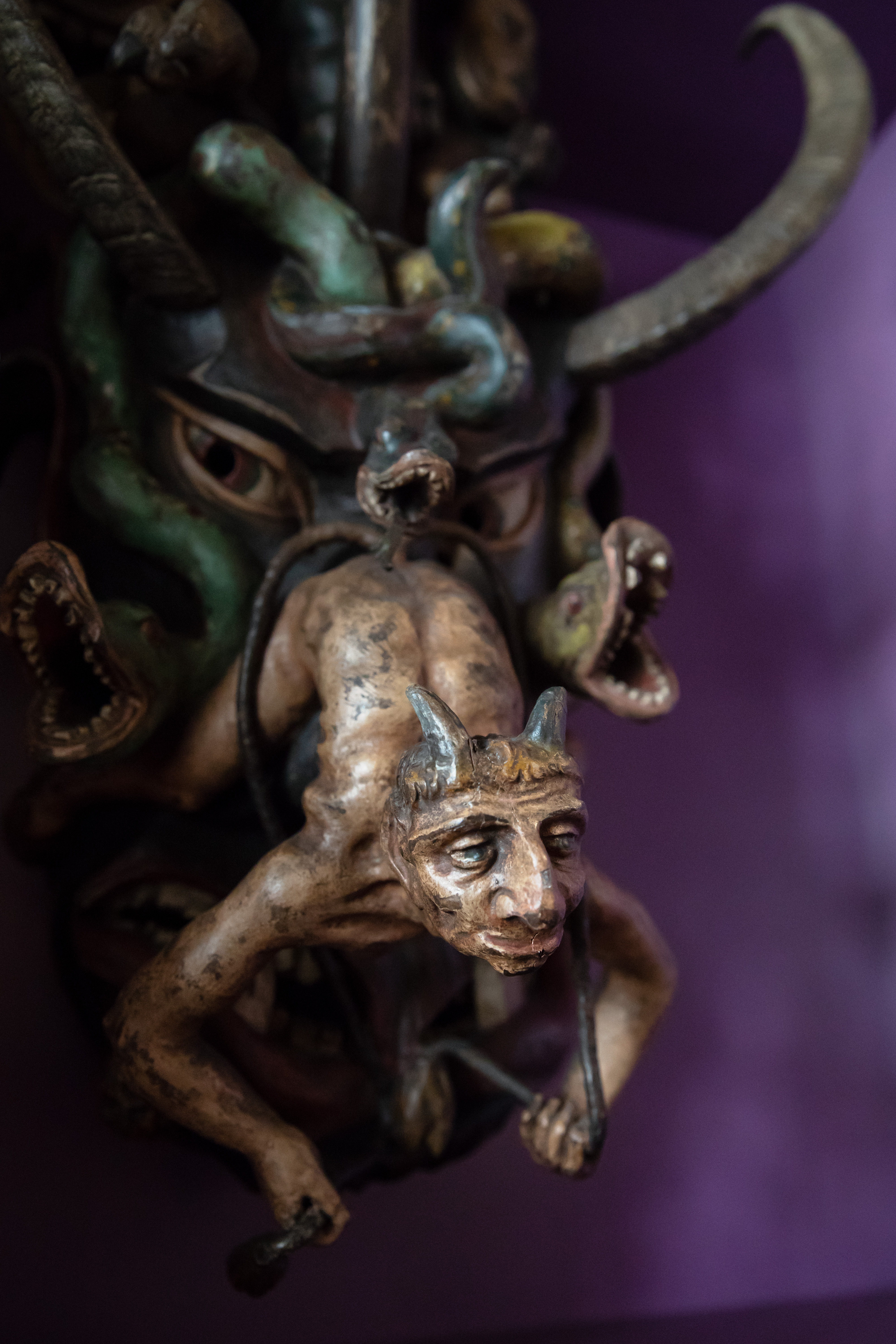
Masque au musée du folklore

## Littérature
(septembre 2020).
- Si vous ne connaissez pas le sujet, laissez ce bandeau (vous pouvez alors contacter les auteurs).
- Si vous supprimez le contenu mis en cause (vous pouvez préalablement contacter les auteurs),

argumentez précisément cette suppression dans la page de discussion
(un manque de référence n'est pas un argument ; une recherche réelle de référence doit avoir été effectuée, être formellement documentée).
- Martin Kupf: La soi-disant[pas clair] galerie hollandaise du palais-jardin  Schönborn. Bilan des restaurations intervenues entre 1917 et 1999. Dans: Österreichische Zeitschrift für Volkskunde NS 54, 2000, 4,  (ISSN 0029-9669), pages 494-516.
- Leopold Schmidt : Anciens éléments du musée du folklore autrichien de l'époque avant qu'il ne soit conçu comme le palais-jardin Schönborn. Dans: The Josefstädter Heimatmuseum 41, 1965, ZDB -ID   331535-6, pp. 3-7.
- Ulrike Seeger: Marly et Rome à Vienne. Sur la conception du Schönborn Garden Palace à Vienne. Dans: Zeitschrift für Kunstgeschichte 62, 1999, 3,  (ISSN 0044-2992), pages 366-393.
- Helmuth Furch: Kaiserstein dans les bâtiments viennois, Palais Schönborn, contenu dans: Communications of the Museum and Culture Association Kaisersteinbruch, 11. Volume, n ° 59, décembre 2000, p.   56.

## Liens web
- planet-vienna.com | Palais Schönborn

## Source de traduction
- (de) Cet article est partiellement ou en totalité issu de l’article de Wikipédia en allemand intitulé « Palais Schönborn (Laudongasse) » (voir la liste des auteurs).